# ピリチノール
ピリチノール (Pyritinol) は半人工的な水溶性のビタミンB6 (塩酸ピリドキシン) 類似物質で、
二硫化ピリドキシン (pyridoxine disulfide) やピリチオキシン (pyrithioxine) とも呼ばれる。
1961年にメルク研究所 (Merck Laboratories) により、
2つのビタミンB6化合物 (ピリドキシン) を二硫化物として結び付けることにより生成された。
1970年代からいくつかの国において認知障害や子供の学習障害のための処方薬もしくは一般用医薬品として、
また、1990年代前半からは、米国においてスマートドラッグとして販売されている。